# The Vagabond
 The Vagabond és un curtmetratge mut estatunidenc estrenat el 10 de juliol de 1916 dirigit i protagonitzat per Charles Chaplin. Es tracta de la tercera pel·lícula de la sèrie produïda per a la Mutual, i marca una etapa important en l'obra de Chaplin, ja que apareixen, per primera vegada, elements melodramàtics en una de les seves pel·lícules. The Vagabond serà el prototipus de personatge que després veurem en pel·lícules com The Kid (1921) o The Circus (1928). No s'ha de confondre amb The Tramp, pel·lícula precedent de Chaplin produïda per a l'Essanay el 1915 i de la qual va agafar elements del guió.

## Argument
Charlot és un violinista de carrer que viu del que li donen els vianants. Un dia apareix en un campament gitano i veu una noia a la que comença a tocar el violí. La noia és esclavitzada pel cap dels gitanos que la tracta despòticament i Charlot la rescata deixant-los fora de combat. En rentar-li la cara i pentinar-la els dos s'enamoren.L'endemà ella va a buscar aigua mentre ell fa l'esmorzar i un pintor es fixa en ella i li fa un retrat en el que s'observa una marca de naixement. La relació entre ells dos desperta la gelosia de Charlot. En una exposició del pintor, una millonaria reconeix en el retrat a la seva filla que va ser segrestada quan era una nena. El pintor la porta fins on acampen els rodamóns i mare i filla es retroben. Charlot es no accepta cap recompensa i completament abatut es despedeix d'ella. Ella marxa en una limosina però en aquell moment descobreix que no pot viure sense Charlot, i, davant la seva insistència, el cotxe fa marxa enrere per recollir Charlie.

## Repartiment
- Charles Chaplin: El violinista
- Edna Purviance: La nena robada
- Eric Campbell: El cap dels gitanos
- Leo White: gitano i el vell jueu
- Lloyd Bacon: L'artista pintor
- Charlotte Mineau: La mare d'Edna
- Albert Austin: El trombonista
- John Rand: El director d'orquestra
- James T. Kelley: Un músic
- Frank J Coleman: Un músic
- Henry Bergman: Un músic
- Phyllis Allen